# Кампо Кјеза (Катанцаро)
Кампо Кјеза је насеље у Италији у округу Катанцаро, региону Калабрија.
Према процени из 2011. у насељу је живело 51 становника. Насеље се налази на надморској висини од 946 м.